# Jostein Gundersen
Jostein Gundersen, né le 2 avril 1996 à Bergen en Norvège, est un footballeur international norvégien qui joue au poste de défenseur central au FK Bodø/Glimt.

## Biographie

### Tromsø IL
Né à Bergen en Norvège, Jostein Gundersen commence le football à l'IF Fløya (en) avant d'être formé par le Tromsø IL. Il fait sa première apparition en professionnel le 2 novembre 2014 face au Hamarkameratene en championnat. Il est titularisé lors de ce match remporté par son équipe par quatre buts à un,.
En fin d'année 2018, Gundersen se blesse sérieusement. Il est absent des terrains pendant plus de six mois, manquant une grande partie de la saison 2019.
Il devient un joueur clé du Tromsø IL et participe lors de la saison 2023 à mener l'équipe à une surprenante troisième place en championnat, étant l'un des symboles de la solidité défensive de son équipe, qui est celle qui a encaissé le moins de buts dans le championnat sur cette saison.

### FK Bodø/Glimt
Le 4 janvier 2024, Jostein Gundersen rejoint le FK Bodø/Glimt. Il signe un contrat de trois ans, soit jusqu'en décembre 2026. Ce transfert suscite beaucoup de haine et de messages négatifs de la part de certains supporters du Tromsø IL, lui reprochant d'avoir rejoint le club rival. Gundersen admet quant à lui avoir voulu privilégier sa carrière en rejoignant un club qui a connu beaucoup de succès afin de tenter d'en faire partie.
Il remporte le premier trophée de sa carrière en étant sacré Champion de Norvège en 2024.

### En sélection
Jostein Gundersen joue son premier match avec l'équipe de Norvège espoirs le 24 mars 2017 face au Portugal. Il entre en jeu et son équipe est battue par trois buts à un.
En mai 2024, Jostein Gundersen est convoqué pour la première fois avec l'équipe nationale de Norvège par le sélectionneur Ståle Solbakken,. Il honore sa première sélection lors de ce rassemblement, le 5 juin 2024, lors d'un match amical contre le Kosovo. Il entre en jeu à la place de David Møller Wolfe et son équipe s'impose sur le score de trois buts à zéro.

## Palmarès
FK Bodø/Glimt
- Championnat de Norvège (1) :
  - Champion : 2024.